# Bout-du-Pont-de-Larn
Bout-du-Pont-de-l'Arn redirige ici.
Bout-du-Pont-de-Larn est une commune française située dans le département du Tarn, en région Occitanie. Sur le plan historique et culturel, la commune est dans la Montagne Noire, un massif montagneux constituant le rebord méridional du Massif central.
Exposée à un climat océanique altéré, elle est drainée par le Thoré, l'Arn et par divers autres petits cours d'eau. Incluse dans le parc naturel régional du Haut-Languedoc, la commune possède un patrimoine naturel remarquable composé d'une zone naturelle d'intérêt écologique, faunistique et floristique.
Bout-du-Pont-de-Larn est une commune urbaine qui compte 1 249 habitants en 2022, après avoir connu une forte hausse de la population depuis 1975. Elle est dans l'agglomération de Mazamet et fait partie de l'aire d'attraction de Castres. Ses habitants sont appelés les Bout-du-Pont-de-l'Arnais ou  Bout-du-Pont-de-l'Arnaises.

## Géographie

### Localisation
Commune de l'agglomération de Mazamet située à deux kilomètres au nord-est de la ville de Mazamet dans le sud du Tarn, au pied de la Montagne Noire dans le parc naturel régional du Haut-Languedoc.

### Communes limitrophes
Les communes limitrophes sont  Mazamet, Pont-de-Larn, Saint-Amans-Soult et Saint-Amans-Valtoret.
|         | Pont-de-Larn         |                      |
|         | Bout-du-Pont-de-Larn | Saint-Amans-Valtoret |
| Mazamet |                      | Saint-Amans-Soult    |

Au nord-est, la commune du Vintrou n'est qu'à 150 mètres du territoire communal.

### Voies de communication et transports
La ligne 762 du réseau régional liO assure la desserte de la commune, en la reliant à Castres et à Saint-Pons-de-Thomières.

### Hydrographie
La commune est dans le bassin de la Garonne, au sein du bassin hydrographique Adour-Garonne. Elle est drainée par le Thoré, l'Arn, Rec Dal Fau, le ruisseau du bäous et par deux petits cours d'eau, qui constituent un réseau hydrographique de 7 km de longueur totale,.
Le Thoré, d'une longueur totale de 61,6 km, prend sa source dans la commune de Rieussec et s'écoule d'est en ouest. Il traverse la commune et se jette dans l'Agout à Navès, après avoir traversé 20 communes.

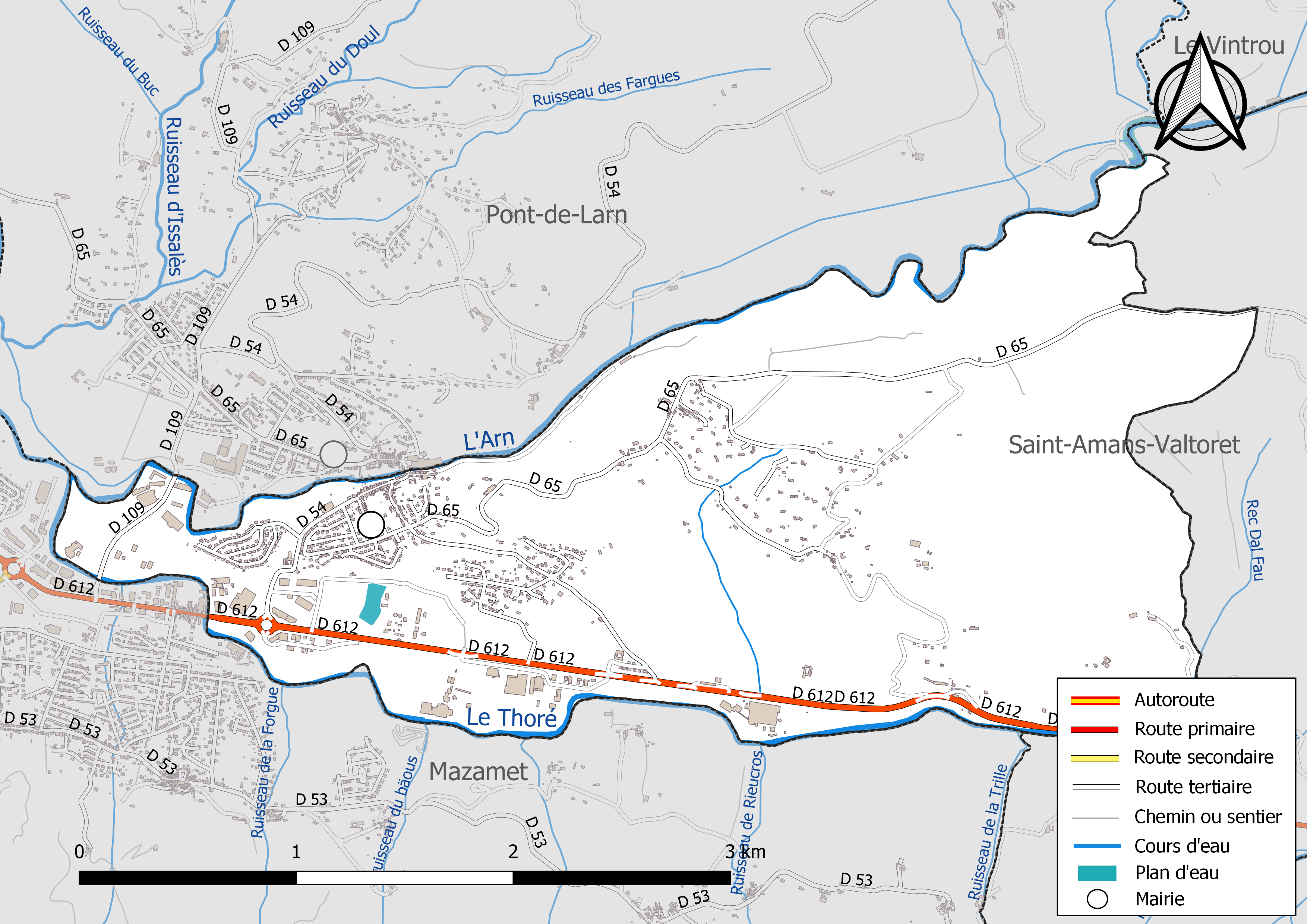
Réseaux hydrographique et routier de Bout-du-Pont-de-Larn.

L'Arn, d'une longueur totale de 55,7 km, prend sa source dans la commune de Fraisse-sur-Agout et s'écoule d'est en ouest. Il traverse la commune et se jette dans le Thorésur le territoire communal, après avoir traversé 9 communes.

### Climat
Pour des articles plus généraux, voir Climat de l'Occitanie et Climat du Tarn.
En 2010, le climat de la commune est de type climat méditerranéen altéré, selon une étude du Centre national de la recherche scientifique s'appuyant sur une série de données couvrant la période 1971-2000. En 2020, Météo-France publie une typologie des climats de la France métropolitaine dans laquelle la commune est exposée à un climat océanique altéré et est dans une zone de transition entre les régions climatiques « Aquitaine, Gascogne » et « Provence, Languedoc-Roussillon ».
Pour la période 1971-2000, la température annuelle moyenne est de 13,8 °C, avec une amplitude thermique annuelle de 15,8 °C. Le cumul annuel moyen de précipitations est de 1 032 mm, avec 8,9 jours de précipitations en janvier et 5,2 jours en juillet. Pour la période 1991-2020, la température moyenne annuelle observée sur la station météorologique de Météo-France la plus proche, « Mazamet », sur la commune de Mazamet à 3 km à vol d'oiseau, est de 11,4 °C et le cumul annuel moyen de précipitations est de 1 179,1 mm. 
La température maximale relevée sur cette station est de 37,8 °C, atteinte le 26 août 2010 ; la température minimale est de −21,5 °C, atteinte le 16 janvier 1985,,.
Les paramètres climatiques de la commune ont été estimés pour le milieu du siècle (2041-2070) selon différents scénarios d'émission de gaz à effet de serre à partir des nouvelles projections climatiques de référence DRIAS-2020. Ils sont consultables sur un site dédié publié par Météo-France en novembre 2022.

### Milieux naturels et biodiversité

#### Espaces protégés
La protection réglementaire est le mode d’intervention le plus fort pour préserver des espaces naturels remarquables et leur biodiversité associée,.
La commune fait partie du parc naturel régional du Haut-Languedoc, créé en 1973 et d'une superficie de 307 184 ha, qui s'étend sur 118 communes et deux départements. Implanté de part et d’autre de la ligne de partage des eaux entre Océan Atlantique et mer Méditerranée, ce territoire est un véritable balcon dominant les plaines viticoles du Languedoc et les étendues céréalières du Lauragais,

#### Zones naturelles d'intérêt écologique, faunistique et floristique

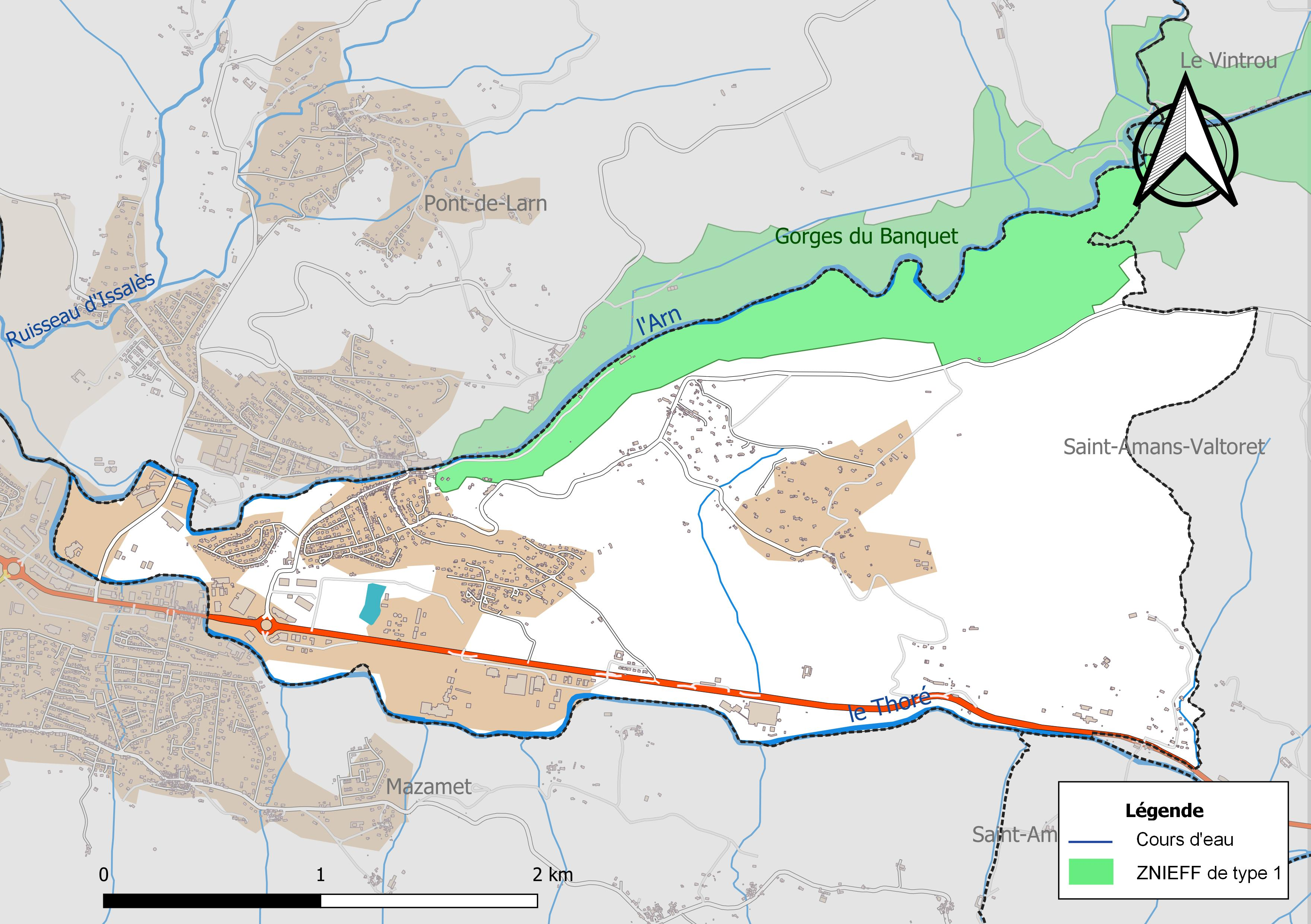
Carte de la ZNIEFF de type 1 localisée sur la commune.

L’inventaire des zones naturelles d'intérêt écologique, faunistique et floristique (ZNIEFF) a pour objectif de réaliser une couverture des zones les plus intéressantes sur le plan écologique, essentiellement dans la perspective d’améliorer la connaissance du patrimoine naturel national et de fournir aux différents décideurs un outil d’aide à la prise en compte de l’environnement dans l’aménagement du territoire.
Une ZNIEFF de type 1 est recensée sur la commune :
les « gorges du Banquet » (396 ha), couvrant 4 communes du département.

## Urbanisme

### Typologie
Au 1er janvier 2024, Bout-du-Pont-de-Larn est catégorisée ceinture urbaine, selon la nouvelle grille communale de densité à sept niveaux définie par l'Insee en 2022.
Elle appartient à l'unité urbaine de Mazamet, une agglomération intra-départementale regroupant six  communes, dont elle est une commune de la banlieue,,. Par ailleurs la commune fait partie de l'aire d'attraction de Castres, dont elle est une commune de la couronne,. Cette aire, qui regroupe 55 communes, est catégorisée dans les aires de 50 000 à moins de 200 000 habitants,.

### Occupation des sols
L'occupation des sols de la commune, telle qu'elle ressort de la base de données européenne d’occupation biophysique des sols Corine Land Cover (CLC), est marquée par l'importance des territoires agricoles (47,7 % en 2018), en diminution par rapport à 1990 (53,1 %). La répartition détaillée en 2018 est la suivante : 
prairies (25,2 %), forêts (23,1 %), zones agricoles hétérogènes (22,5 %), zones urbanisées (10,9 %), zones industrielles ou commerciales et réseaux de communication (10,3 %), milieux à végétation arbustive et/ou herbacée (8 %). L'évolution de l’occupation des sols de la commune et de ses infrastructures peut être observée sur les différentes représentations cartographiques du territoire : la carte de Cassini (XVIIIe siècle), la carte d'état-major (1820-1866) et les cartes ou photos aériennes de l'IGN pour la période actuelle (1950 à aujourd'hui).

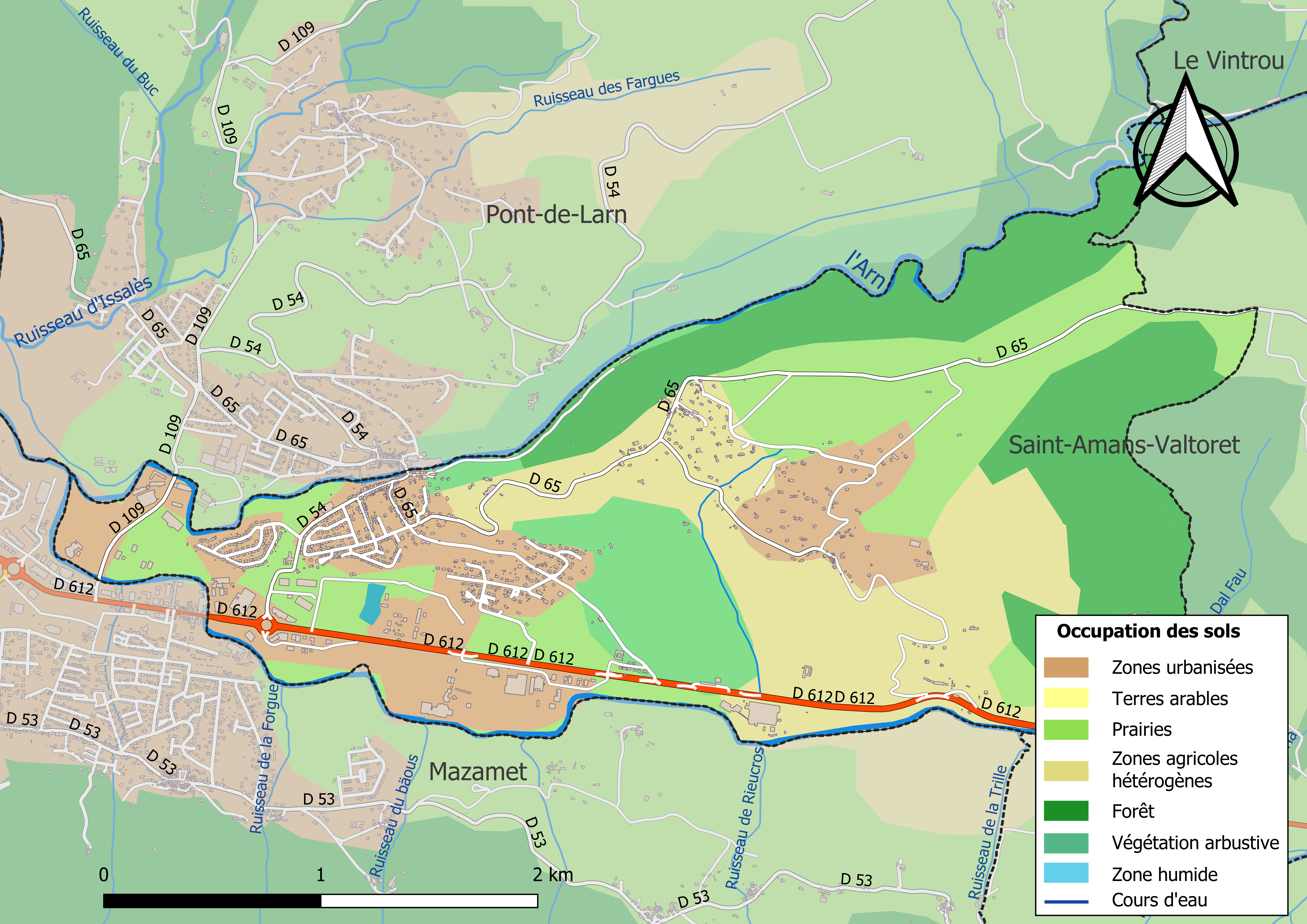
Carte des infrastructures et de l'occupation des sols de la commune en 2018 (CLC).

### Risques majeurs
Le territoire de la commune de Bout-du-Pont-de-Larn est vulnérable à différents aléas naturels : météorologiques (tempête, orage, neige, grand froid, canicule ou sécheresse), inondations, feux de forêts, mouvements de terrains et séisme (sismicité très faible). Il est également exposé à deux risques technologiques,  le transport de matières dangereuses et la rupture d'un barrage, et à un risque particulier : le risque de radon. Un site publié par le BRGM permet d'évaluer simplement et rapidement les risques d'un bien localisé soit par son adresse soit par le numéro de sa parcelle.

#### Risques naturels
Certaines parties du territoire communal sont susceptibles d’être affectées par le risque d’inondation par débordement de cours d'eau, notamment le Thoré et l'Arn. La cartographie des zones inondables en ex-Midi-Pyrénées réalisée dans le cadre du XIe Contrat de plan État-région, visant à informer les citoyens et les décideurs sur le risque d’inondation, est accessible sur le site de la DREAL Occitanie. La commune a été reconnue en état de catastrophe naturelle au titre des dommages causés par les inondations et coulées de boue survenues en 1982, 1992, 1995, 1996 et 1999,.
Bout-du-Pont-de-Larn est exposée au risque de feu de forêt du fait de la présence sur son territoire. En 2022, il n'existe pas de Plan de Prévention des Risques incendie de forêt (PPRif). Le débroussaillement aux abords des maisons constitue l’une des meilleures protections pour les particuliers contre le feu,.

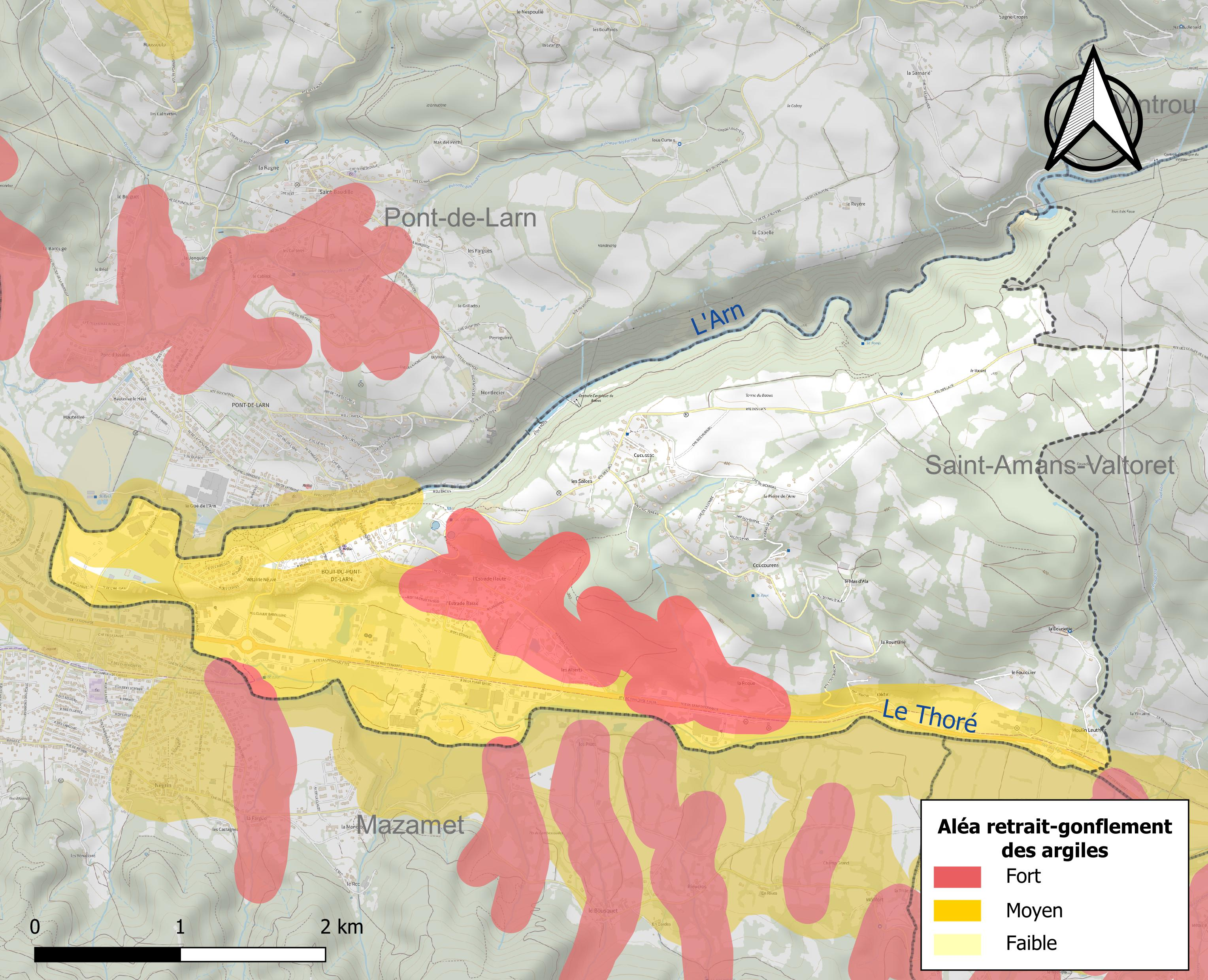
Carte des zones d'aléa retrait-gonflement des sols argileux de Bout-du-Pont-de-Larn.

La commune est vulnérable au risque de mouvements de terrains constitué principalement du retrait-gonflement des sols argileux. Cet aléa est susceptible d'engendrer des dommages importants aux bâtiments en cas d’alternance de périodes de sécheresse et de pluie. 36,3 % de la superficie communale est en aléa moyen ou fort (76,3 % au niveau départemental et 48,5 % au niveau national). Sur les 578 bâtiments dénombrés sur la commune en 2019, 393 sont en aléa moyen ou fort, soit 68 %, à comparer aux 90 % au niveau départemental et 54 % au niveau national. Une cartographie de l'exposition du territoire national au retrait gonflement des sols argileux est disponible sur le site du BRGM,.
Par ailleurs, afin de mieux appréhender le risque d’affaissement de terrain, l'inventaire national des cavités souterraines permet de localiser celles situées sur la commune.

#### Risques technologiques
Le risque de transport de matières dangereuses sur la commune est lié à sa traversée par des infrastructures routières ou ferroviaires importantes ou la présence d'une canalisation de transport d'hydrocarbures. Un accident se produisant sur de telles infrastructures est susceptible d’avoir des effets graves sur les biens, les personnes ou l'environnement, selon la nature du matériau transporté. Des dispositions d’urbanisme peuvent être préconisées en conséquence.
La commune est en outre située en aval d'un barrage de classe A. À ce titre elle est susceptible d’être touchée par l’onde de submersion consécutive à la rupture de cet ouvrage.

#### Risque particulier
Dans plusieurs parties du territoire national, le radon, accumulé dans certains logements ou autres locaux, peut constituer une source significative d’exposition de la population aux rayonnements ionisants. Certaines communes du département sont concernées par le risque radon à un niveau plus ou moins élevé. Selon la classification de 2018, la commune de Bout-du-Pont-de-Larn est classée en zone 3, à savoir zone à potentiel radon significatif.

## Histoire
En 774, l'abbaye de Caunes-Minervois possédait le prieuré de Saint-Amans-Valtoret, nommait le curé et assurait la stabilité religieuse. Elle protégeait la cité grâce à la construction de fortifications dont le château de Valtoret. De nombreux seigneurs y ont résidé.
Autrefois, les hameaux vivaient tranquillement sous la protection des châteaux de Montlédier et d'Hautpoul. Les guerres de religion au XVIe siècle n'ont épargné personne. Elles ont contribué bien souvent à l'appauvrissement de la région. Autrefois l'élevage était important, la forêt procurait quelques coupes mais les cultures grainetières et fourragères ne suffisaient pas toujours à une population qui ne vivait pas dans une grande aisance.
La pointe extrême de l'Ouest a été détachée et érigée en commune distincte de Saint-Amans-Valtoret en 1928 : les habitants de Bout-du-Pont, des Estrade Haute et Basse, de Coucourens et autres fermes se sentaient beaucoup plus proches de la paroisse de Pont-de-Larn avec son église Saint-Jean-Baptiste, son temple protestant et ses écoles. Il n'y avait que l'Arn et le pont qui séparaient les deux communautés. La scission a été des plus douloureuses pour les deux parties car Saint-Amans-Valtoret la condamnait à cause principalement des nombreuses usines de délainage, filatures et surtout des vacants. L'agriculture était encore un facteur essentiel de la vie économique du pays.

## Politique et administration

### Liste des maires
Liste des maires de Bout-du-Pont-de-Larn
| Période                                  | Période                     | Identité      | Étiquette | Qualité |
| ---------------------------------------- | --------------------------- | ------------- | --------- | ------- |
| Les données manquantes sont à compléter. |                             |               |           |         |
| mars 1959                                | 1965                        | André Caville |           |         |
| mars 2001                                | mars 2008                   | Jean Marty    |           |         |
| mars 2008                                | En cours (au 30 avril 2014) | Bernard Prat  |           |         |

## Démographie
L'évolution du nombre d'habitants est connue à travers les recensements de la population effectués dans la commune depuis 1931. Pour les communes de moins de 10 000 habitants, une enquête de recensement portant sur toute la population est réalisée tous les cinq ans, les populations de référence des années intermédiaires étant quant à elles estimées par interpolation ou extrapolation. Pour la commune, le premier recensement exhaustif entrant dans le cadre du nouveau dispositif a été réalisé en 2008.

En 2022, la commune comptait 1 249 habitants, en évolution de −0,95 % par rapport à 2016 (Tarn : +2,52 %, France hors Mayotte : +2,11 %).
| 1931 | 1936 | 1946 | 1954 | 1962 | 1968 | 1975 | 1982 | 1990  |
| ---- | ---- | ---- | ---- | ---- | ---- | ---- | ---- | ----- |
| 626  | 659  | 603  | 644  | 596  | 611  | 538  | 759  | 1 053 |

| 1999  | 2006  | 2008  | 2013  | 2018  | 2022  | - | - | - |
| ----- | ----- | ----- | ----- | ----- | ----- | - | - | - |
| 1 070 | 1 046 | 1 039 | 1 225 | 1 260 | 1 249 | - | - | - |

## Économie

### Revenus
En 2018, la commune compte 537 ménages fiscaux, regroupant 1 295 personnes. La médiane du revenu disponible par unité de consommation est de 20 960 € (20 400 € dans le département).

### Emploi
|                | 2008  | 2013  | 2018  |
| -------------- | ----- | ----- | ----- |
| Commune        | 6,4 % | 8,8 % | 7,2 % |
| Département    | 8,2 % | 9,9 % | 10 %  |
| France entière | 8,3 % | 10 %  | 10 %  |

En 2018, la population âgée de 15 à 64 ans s'élève à 722 personnes, parmi lesquelles on compte 74,8 % d'actifs (67,6 % ayant un emploi et 7,2 % de chômeurs) et 25,2 % d'inactifs,. Depuis 2008, le taux de chômage communal (au sens du recensement) des 15-64 ans est inférieur à celui de la France et du département.
La commune fait partie de la couronne de l'aire d'attraction de Castres, du fait qu'au moins 15 % des actifs travaillent dans le pôle,. Elle compte 738 emplois en 2018, contre 645 en 2013 et 669 en 2008. Le nombre d'actifs ayant un emploi résidant dans la commune est de 490, soit un indicateur de concentration d'emploi de 150,6 % et un taux d'activité parmi les 15 ans ou plus de 52,1 %.
Sur ces 490 actifs de 15 ans ou plus ayant un emploi, 93 travaillent dans la commune, soit 19 % des habitants. Pour se rendre au travail, 95,3 % des habitants utilisent un véhicule personnel ou de fonction à quatre roues, 1 % les transports en commun, 2,4 % s'y rendent en deux-roues, à vélo ou à pied et 1,2 % n'ont pas besoin de transport (travail au domicile).

### Activités hors agriculture

#### Secteurs d'activités
124 établissements sont implantés  à Bout-du-Pont-de-Larn au 31 décembre 2019. Le tableau ci-dessous en détaille le nombre par secteur d'activité et compare les ratios avec ceux du département,.
| Secteur d'activité                                                                                        | Commune | Commune | Département |
| Secteur d'activité                                                                                        | Nombre  | %       | %           |
| --- | ------- | ------- | ----------- |
| Ensemble                                                                                                  | 124     | 100 %   | (100 %)     |
| Industrie manufacturière, industries extractives et autres                                                | 29      | 23,4 %  | (13 %)      |
| Construction                                                                                              | 13      | 10,5 %  | (12,5 %)    |
| Commerce de gros et de détail, transports, hébergement et restauration                                    | 42      | 33,9 %  | (26,7 %)    |
| Information et communication                                                                              | 2       | 1,6 %   | (2,1 %)     |
| Activités financières et d'assurance                                                                      | 6       | 4,8 %   | (3,3 %)     |
| Activités immobilières                                                                                    | 6       | 4,8 %   | (4,2 %)     |
| Activités spécialisées, scientifiques et techniques et activités de services administratifs et de soutien | 16      | 12,9 %  | (13,8 %)    |
| Administration publique, enseignement, santé humaine et action sociale                                    | 2       | 1,6 %   | (15,5 %)    |
| Autres activités de services                                                                              | 8       | 6,5 %   | (9 %)       |

Le secteur du commerce de gros et de détail, des transports, de l'hébergement et de la restauration est prépondérant sur la commune puisqu'il représente 33,9 % du nombre total d'établissements de la commune (42 sur les 124 entreprises implantées  à Bout-du-Pont-de-Larn), contre 26,7 % au niveau départemental.

#### Entreprises et commerces
Les cinq entreprises ayant leur siège social sur le territoire communal qui génèrent le plus de chiffre d'affaires en 2020 sont : 
- Sodimaz, hypermarchés (41 789 k€)
- Cantie Process Industriels, travaux d'installation d'équipements thermiques et de climatisation (6 978 k€)
- Sedinet, commerce de détail de quincaillerie, peintures et verres en grandes surfaces (400 m² et plus) (3 183 k€)
- I D Fluides SAS, commerce de gros (commerce interentreprises) de fournitures et équipements industriels divers (2 212 k€)
- Pont L'arn, autres commerces de détail en magasin non spécialisé (923 k€)

### Agriculture
|               | 1988 | 2000 | 2010 | 2020 |
| ------------- | ---- | ---- | ---- | ---- |
| Exploitations | 10   | 5    | 5    | 3    |
| SAU (ha)      | 168  | 154  | 192  | 99   |

La commune est dans la Montagne Noire, une petite région agricole située dans le sud du département du Tarn. En 2020, l'orientation technico-économique de l'agriculture  sur la commune est l'élevage d'ovins ou de caprins. Trois exploitations agricoles ayant leur siège dans la commune sont dénombrées lors du recensement agricole de 2020 (dix en 1988). La superficie agricole utilisée est de 99 ha,,.

## Culture locale et patrimoine

### Lieux et monuments
- Château de Montlédier.
- Mémorial de Jean Mermoz[43].
- Église Saint-Jean-Baptiste de Bout-du-Pont-de-Larn construite en 1870[44].
- Temple protestant de Pont-de-Larn.

### Héraldique
| Bout-du-Pont-de-Larn | Son blasonnement est : D'azur au coq, surmonté d'un soleil accosté de deux fleurs de lys, le tout d'or, et accompagné en pointe à dextre d'un sapin arraché d'argent et à senestre d'une usine du même sur des ondes aussi d'or. |